# Вимислув (гміна Аннополь)
Вимислув (пол. Wymysłów) — село в Польщі, у гміні Аннополь Красницького повіту Люблінського воєводства.
Населення — 224 особи (2011).
У 1975-1998 роках село належало до Тарнобжезького воєводства.

## Демографія
Демографічна структура станом на 31 березня 2011 року:
|          | Загалом | Допрацездатний вік | Працездатний вік | Постпрацездатний вік |
| -------- | ------- | ------------------ | ---------------- | -------------------- |
| Чоловіки | 106     | 23                 | 71               | 12                   |
| Жінки    | 118     | 30                 | 53               | 35                   |
| Разом    | 224     | 53                 | 124              | 47                   |